# Lijst van voetbalinterlands Colombia - Honduras
Deze lijst van voetbalinterlands is een overzicht van alle officiële voetbalwedstrijden tussen de nationale teams van Colombia en Honduras. De landen speelden tot op heden vijftien keer tegen elkaar. De eerste ontmoeting, een vriendschappelijke wedstrijd, werd gespeeld in Guatemala-Stad op 10 maart 1950. Het laatste duel, eveneens een vriendschappelijke wedstrijd, vond plaats op 16 januari 2022 in Fort Lauderdale (Verenigde Staten).

## Wedstrijden
| №  | Plaats          | Datum            | Competitie             | Wedstrijd           | Uitslag |
| -- | --------------- | ---------------- | ---------------------- | ------------------- | ------- |
| 1  | Guatemala-Stad  | 10 maart 1950    | Vriendschappelijk      | Honduras – Colombia | 2 – 0   |
| 2  | Tegucigalpa     | 20 januari 1984  | Vriendschappelijk      | Honduras – Colombia | 0 – 0   |
| 3  | Tegucigalpa     | 26 januari 1984  | Vriendschappelijk      | Honduras – Colombia | 0 – 0   |
| 4  | Tegucigalpa     | 8 juli 1992      | Vriendschappelijk      | Honduras – Colombia | 1 – 0   |
| 5  | Miami           | 6 maart 1996     | Vriendschappelijk      | Colombia – Honduras | 2 – 1   |
| 6  | East Rutherford | 1 november 1996  | Vriendschappelijk      | Colombia – Honduras | 2 – 1   |
| 7  | Miami           | 16 februari 2000 | CONCACAF Gold Cup 2000 | Honduras – Colombia | 2 – 0   |
| 8  | Manizales       | 26 juli 2001     | Copa América 2001      | Colombia – Honduras | 2 – 0   |
| 9  | San Pedro Sula  | 20 november 2002 | Vriendschappelijk      | Honduras – Colombia | 1 – 0   |
| 10 | Miami           | 30 april 2003    | Vriendschappelijk      | Colombia – Honduras | 0 – 0   |
| 11 | Tegucigalpa     | 18 februari 2004 | Vriendschappelijk      | Honduras – Colombia | 1 – 1   |
| 12 | Miami           | 10 juli 2005     | CONCACAF Gold Cup 2005 | Honduras – Colombia | 2 – 1   |
| 13 | Fort Lauderdale | 26 maart 2008    | Vriendschappelijk      | Colombia – Honduras | 1 – 2   |
| 14 | East Rutherford | 3 september 2011 | Vriendschappelijk      | Honduras – Colombia | 0 – 2   |
| 15 | Fort Lauderdale | 16 januari 2022  | Vriendschappelijk      | Colombia − Honduras | 2 − 1   |

## Samenvatting
| Competitie        | Totaal gespeeld | Winst Colombia | Gelijk | Winst Honduras | Doelsaldo Colombia – Honduras |
| ----------------- | --------------- | -------------- | ------ | -------------- | ----------------------------- |
| Copa América      | 1               | 1              | 0      | 0              | 2 − 0                         |
| CONCACAF Gold Cup | 2               | 0              | 0      | 2              | 1 − 4                         |
| Vriendschappelijk | 12              | 4              | 4      | 4              | 10 − 10                       |
| Totaal            | 15              | 5              | 4      | 6              | 13 − 14                       |

Wedstrijden bepaald door strafschoppen worden, in lijn met de FIFA, als een gelijkspel gerekend.

## Details

### Tweede ontmoeting
| Honduras | 0 – 0 | Colombia |
|          | goals |          |

### Derde ontmoeting
| Honduras | 0 – 0 | Colombia |
|          | goals |          |

### Zevende ontmoeting
| Colombia | 0 – 2 | Honduras                          |
|          | goals | 71' Carlos Pavón 78' Milton Núñez |

### Achtste ontmoeting
| Colombia                                 | 2 – 0 | Honduras |
| Gerardo Bedoya 6' Víctor Aristizábal 63' | goals |          |

### Negende ontmoeting
|                                                                                |       |          |
| Honduras                                                                       | 1 – 0 | Colombia |
| Milton Núñez 76'                                                               | goals |          |
| - Debuut van middenvelder Aldo Ramírez (Independiente Santa Fe) voor Colombia. |       |          |

### Tiende ontmoeting
| Colombia | 0 – 0 | Honduras |
|          | goals |          |

### Elfde ontmoeting
| Honduras                | 1 – 1 | Colombia           |
| Julio César de León 26' | goals | 58' Sergio Herrera |

### Twaalfde ontmoeting
|                                                                      |       |                           |
| Honduras                                                             | 2 – 1 | Colombia                  |
| Wilmer Velásquez 79' Wilmer Velásquez 82'                            | goals | 30' (pen.) Tressor Moreno |
| - Debuut van aanvallende middenvelder Macnelly Torres voor Colombia. |       |                           |

### Dertiende ontmoeting
| Honduras                          | 2 – 1 | Colombia           |
| David Suazo 30' Hendry Thomas 61' | goals | 55' Wason Rentería |

### Veertiende ontmoeting
| Honduras | 0 – 2 | Colombia                                           |
|          | goals | 25' (pen.) Teófilo Gutiérrez 72' Teófilo Gutiérrez |

Colfútbol · A-internationals · Selecties · Statistieken · Bondscoaches · Colombiaans vrouwenelftal · Olympisch elftal · Colombia U20 · Colombia U17
1938 – 1949 ·
1950 – 1959 ·
1960 – 1969 ·
1970 – 1979 ·
1980 – 1989 ·
1990 – 1999 ·
2000 – 2009 ·
2010 – 2019 ·
2020 – 2029
WK 1962 · 
WK 1990 · 
WK 1994 · 
WK 1998 · 
WK 2014 · 
WK 2018
OS 1968 · 
OS 1972 · 
OS 1980 · 
OS 1992 · 
OS 2016
1938 · 
1939 · 1940 · 1941 · 1942 · 1943 · 1944 · 
1946 · 
1947 · 
1948 · 
1949 · 
1950 · 1951 · 1952 · 1953 · 1954 · 1955 · 1956 · 
1957 · 
1958 · 1959 · 1960 · 
1961 · 
1962 · 
1963 · 
1964 · 
1965 · 
1966 · 
1967 · 
1968 · 
1969 · 
1970 · 
1971 · 
1972 · 
1973 · 
1974 · 
1975 · 
1976 · 
1977 · 
1978 · 
1979 · 
1980 · 
1981 · 
1982 · 
1983 · 
1984 · 
1985 · 
1986 · 
1987 · 
1988 · 
1989 · 
1990 ·
1991 · 
1992 · 
1993 · 
1994 · 
1995 · 
1996 · 
1997 · 
1998 · 
1999 · 
2000 · 
2001 · 
2002 · 
2003 · 
2004 · 
2005 · 
2006 · 
2007 · 
2008 · 
2009 · 
2010 · 
2011 · 
2012 · 
2013 · 
2014 · 
2015 · 
2016 · 
2017 ·
2018 ·
2019 ·
2020 ·
2021
Algerije ·
Argentinië ·
Australië ·
Bahrein ·
België ·
Bolivia · 
Brazilië ·
Canada ·
Chili ·
China · 
Costa Rica ·
Cuba ·
DDR ·
Duitsland ·
Ecuador ·
Egypte ·
El Salvador ·
Engeland ·
Finland ·
Frankrijk ·
Griekenland ·
Guatemala · 
Haïti ·
Honduras ·
Hongarije ·
Hongkong ·
Ierland ·
Irak ·
Israël ·
Ivoorkust ·
Jamaica ·
Japan ·
Joegoslavië ·
Jordanië ·
Kameroen ·
Koeweit · 
Liberia · 
Marokko ·
Mexico ·
Montenegro ·
Nederland ·
Nederlandse Antillen ·
Nicaragua ·
Nieuw-Zeeland · 
Nigeria ·
Noord-Ierland ·
Noorwegen ·
Panama ·
Paraguay ·
Peru ·
Polen ·
Puerto Rico ·
Qatar ·
Roemenië ·
Saoedi-Arabië ·
Schotland ·
Senegal ·
Servië ·
Slovenië ·
Slowakije ·
Sovjet-Unie ·
Spanje ·
Trinidad en Tobago ·
Tsjecho-Slowakije ·
Tunesië · 
Turkije · 
Uruguay ·
Venezuela ·
Verenigde Arabische Emiraten · 
Verenigde Staten ·
Zuid-Afrika ·
Zuid-Korea ·
Zweden ·
Zwitserland
Brazilië (2014) ·
Engeland (2018) ·
Griekenland (2014) ·
Ivoorkust (2014) ·
Japan (2014) ·
Japan (2018) ·
Polen (2018) ·
Senegal (2018) ·
Uruguay (2014)
Hondurese voetbalbond · A-internationals · Selecties · Bondscoaches · Hondurees vrouwenelftal · Olympisch elftal · Honduras U21 · Honduras U19 · Honduras U17
1920 – 1959 ·
1960 – 1969 ·
1970 – 1979 ·
1980 – 1989 ·
1990 – 1999 ·
2000 – 2009 ·
2010 – 2019 ·
2020 − 2029
CGC 2021
CA 2001
WK 1982 · 
WK 2010 · 
WK 2014
OS 2000 · 
OS 2008 · 
OS 2012 ·
OS 2016 ·
OS 2020
1921 · 
1922–1929 · 
1930 · 
1931–1934 · 
1935 · 
1936–1945 · 
1946 · 
1947–1949 · 
1950 · 
1951–1952 · 
1953 · 
1954 · 
1955 · 
1956 · 
1957 · 
1958–1959 · 
1960 · 
1961 · 
1962 · 
1963 · 
1964 · 
1965 · 
1966 · 
1967 · 
1968 · 
1969 · 
1970 · 
1971 · 
1972 · 
1973 · 
1974 · 
1975 · 
1976 · 
1977 · 
1978 · 
1979 · 
1980 · 
1981 · 
1982 · 
1983 · 
1984 · 
1985 · 
1986 · 
1987 · 
1988 · 
1989–1990 · 
1991 · 
1992 · 
1993 · 
1994 · 
1995 · 
1996 · 
1997 · 
1998 · 
1999 · 
2000 · 
2001 · 
2002 · 
2003 · 
2004 · 
2005 · 
2006 · 
2007 · 
2008 · 
2009 · 
2010 · 
2011 · 
2012 · 
2013 · 
2014 · 
2015 · 
2016 ·
2017 ·
2018 ·
2019 ·
2020 ·
2021 ·
2022 ·
2023 ·
2024
Argentinië ·
Australië ·
Azerbeidzjan ·
Belize ·
Bermuda ·
Bolivia ·
Brazilië ·
Canada ·
Chili ·
China ·
Colombia ·
Costa Rica ·
Cuba ·
Curaçao ·
Denemarken ·
Ecuador ·
El Salvador ·
Engeland ·
Finland ·
Frankrijk ·
Grenada ·
Griekenland ·
Guatemala ·
Haïti ·
IJsland ·
Israël ·
Jamaica ·
Japan ·
Joegoslavië ·
Letland · 
Mexico ·
Nederlandse Antillen ·
Nicaragua ·
Nieuw-Zeeland ·
Noord-Ierland · 
Noorwegen ·
Panama ·
Paraguay ·
Peru ·
Puerto Rico ·
Qatar ·
Roemenië ·
Saint Vincent en de Grenadines ·
Saoedi-Arabië ·
Servië ·
Slovenië ·
Spanje ·
Suriname ·
Trinidad en Tobago ·
Turkije ·
Uruguay ·
Venezuela ·
Verenigde Arabische Emiraten ·
Verenigde Staten ·
Wit-Rusland ·
Zambia ·
Zuid-Afrika ·
Zuid-Korea ·
Zwitserland
Chili (2010) ·
Ecuador (2014) ·
Frankrijk (2014) ·
Spanje (2010) ·
Zwitserland (2010) · 
Zwitserland (2014)